# San Baltazar Chichicapam
San Baltazar Chichicapam è un comune del Messico, situato nello stato di Oaxaca.